# Molodjoschnaja Chokkeinaja Liga
Die Molodjoschnaja Chokkeinaja Liga (russisch Молодёжная Хоккейная Лига) ist eine multinationale Juniorenliga im Eishockey, die 2009 als Nachwuchsliga der Kontinentalen Hockey-Liga (KHL) gegründet wurde. Im ersten Jahr der Existenz der Liga nahmen ausschließlich Mannschaften aus Russland teil. Ab 2010 wurden Teams aus sieben weiteren Ländern aufgenommen. Die Spieler der Liga sind zwischen 17 und 21 Jahren alt.

## Modus
Es wird in einer West- und einer Ost-Konferenz gespielt. Mannschaften der West-Konferenz können frühestens im Play-off-Finale auf Mannschaften der Ost-Konferenz treffen. Im Grunddurchgang  spielen alle Teams in ihrer Konferenz jeweils viermal gegeneinander. Die ersten acht Teams jeder Konferenz qualifizieren sich für die Play-offs. Der Gewinner der Play-offs erhält den Charlamow-Pokal.
Viele der 31 Teams dienen als Farmteams für eine KHL-Mannschaft, weitere Teams sind die Nachwuchsabteilungen von Franchises der zweitklassigen Wysschaja Hockey-Liga. Als zweite Spielklasse besteht unterhalb der Molodjoschnaja Chakkeinaja Liga die Molodjoschnaja Chokkeinaja Liga B.

## Mannschaften der Saison 2017/18

### West-Konferenz
| Name                    | Standort                                  | Stadion                        | Partner                            |
| ----------------------- | ----------------------------------------- | ------------------------------ | ---------------------------------- |
| Almas                   | Tscherepowez, Oblast Wologda              | Eispalast Tscherepowez         | Sewerstal Tscherepowez (KHL)       |
| Amurskije Tigry         | Chabarowsk, Region Chabarowsk             | Platinum Arena                 | Amur Chabarowsk (KHL)              |
| Atlanty                 | Mytischtschi, Oblast Moskau               | Mytischtschi-Arena             | HK Spartak Moskau (KHL)            |
| Dynamo Sankt Petersburg | Sankt Petersburg                          | Jubileiny-Sportkomplex         | HK Dynamo Sankt Petersburg (WysHL) |
| MHK Dynamo              | Balaschicha, Oblast Moskau                | Balaschicha-Arena              | HK Dynamo Moskau (KHL)             |
| HK Riga                 | Riga, Lettland                            | Arena Riga                     | Dinamo Riga (KHL)                  |
| MHK Krylja Sowetow      | Moskau                                    | Krylja Sowetow Sportpalast     | –                                  |
| Kapitan Stupino         | Stupino, Oblast Moskau                    | Stupino Ice Sport Place        | HK Sotschi (KHL)                   |
| Krasnaja Armija         | Moskau                                    | ZSKA-Eissportpalast            | HK ZSKA Moskau (KHL)               |
| KRS Junior              | Peking                                    | Volvo Sports Center (Riga)     | Kunlun Red Star (KHL)              |
| Loko                    | Jaroslawl, Oblast Jaroslawl               | Arena 2000                     | Lokomotive Jaroslawl (KHL)         |
| MHK Spartak             | Moskau                                    | Sokolniki-Arena                | HK Spartak Moskau (KHL)            |
| Russkije Witjasi        | Podolsk, Oblast Moskau                    | Eishockey-Center Tschechow     | HK Witjas (KHL)                    |
| SKA-1946                | Sankt Petersburg                          | Jubileiny-Sportkomplex         | SKA Sankt Petersburg (KHL)         |
| SKA Serebrjannyje Lwi   | Sankt Petersburg                          | Jubileiny-Sportkomplex         | SKA Sankt Petersburg (KHL)         |
| Taifun                  | Ussurijsk                                 | Eisarena                       | Admiral Wladiwostok (KHL)          |
| Tschaika                | Nischni Nowgorod, Oblast Nischni Nowgorod | Sportpalast der Gewerkschaften | Torpedo Nischni Nowgorod (KHL)     |

### Ost-Konferenz
| Name                | Standort                                                      | Stadion                               | Partner                          |
| ------------------- | ------------------------------------------------------------- | ------------------------------------- | -------------------------------- |
| Altai               | Öskemen                                                       | Boris-Alexandrow-Sportpalast          | Torpedo Ust-Kamenogorsk (WysHL)  |
| Awto                | Jekaterinburg, Oblast Swerdlowsk                              | KRK Uralez                            | Awtomobilist Jekaterinburg (KHL) |
| Belyje Medwedi      | Tscheljabinsk, Oblast Tscheljabinsk                           | Eissportarena Traktor                 | HK Traktor Tscheljabinsk (KHL)   |
| Irbis               | Kasan, Tatarstan                                              | Tatneft-Arena                         | Ak Bars Kasan (KHL)              |
| Kusnezkije Medwedi  | Nowokusnezk, Oblast Kemerowo                                  | Sportpalast der Kusnezker Metallurgen | Metallurg Nowokusnezk (KHL)      |
| Ladja               | Toljatti, Oblast Samara                                       | Wolgar-Sportpalast                    | HK Lada Toljatti (KHL)           |
| Mamonty Jugry       | Chanty-Mansijsk, Autonomer Kreis der Chanten und Mansen/Jugra | Arena Jugra                           | HK Jugra Chanty-Mansijsk (KHL)   |
| Omskije Jastreby    | Omsk, Oblast Omsk                                             | Omsk Arena                            | HK Awangard Omsk (KHL)           |
| Reaktor             | Nischnekamsk, Tatarstan                                       | SKK Neftechimik                       | Neftechimik Nischnekamsk (KHL)   |
| Sarmaty Orenburg    | Orenburg, Oblast Orenburg                                     | Swesdny Eisarena                      | Juschny Ural Orsk (WysHL)        |
| Sibirskije Snaipery | Nowosibirsk, Oblast Nowosibirsk                               | Eissportpalast Sibir                  | HK Sibir Nowosibirsk (KHL)       |
| Sneschnyje Barsy    | Astana, Kasachstan                                            | Sportpalast Kasachstan                | Barys Astana (KHL)               |
| Sputnik             | Almetjewsk                                                    | Jubileiny-Sportpalast                 | Neftjanik Almetjewsk (WysHL)     |
| Stalnyje Lissy      | Magnitogorsk, Oblast Tscheljabinsk                            | Arena Metallurg                       | HK Metallurg Magnitogorsk (KHL)  |
| Tolpar              | Ufa, Baschkortostan                                           | Ufa-Arena                             | Salawat Julajew Ufa (KHL)        |
| Tjumenski Legion    | Tjumen, Oblast Tjumen                                         | Sportpalast Tjumen                    | Rubin Tjumen (VHL)               |

## Titelträger
- 2010:  Stalnyje Lissy Magnitogorsk
- 2011:  Krasnaja Armija Moskau
- 2012: Omskije Jastreby Omsk
- 2013: Omskije Jastreby Omsk
- 2014: MHK Spartak Moskau
- 2015: Tschaika Nischni Nowgorod
- 2016: Loko Jaroslawl
- 2017:  Krasnaja Armija Moskau
- 2018:Loko Jaroslawl
- 2019:Loko Jaroslawl
- 2020:Playoffs wegen der COVID-19-Pandemie abgebrochen
- 2021:MHK Dynamo Moskau
- 2022:SKA-1946 Sankt Petersburg
- 2023:Tschaika Nischni Nowgorod